# 鈴屋いちご
鈴屋 いちご（すずや いちご）は、日本のAV女優。

## 略歴・人物
2016年にデビューしたショートカットで小柄なロリ系AV女優。
元器械体操選手でバク転バク宙が得意。

## 出演作品

### アダルトDVD
2016年
- 美少女即ハメ白書 48（5月20日、ソクハメラボ）他出演:今井初音、中沢ケイト、戸部聡子
- なめらかスローフェラチオ 3 やれイケ!それイケ!と急かされるより、ゆっくりがイイ（6月17日、SEX Agent）他出演:佐々木あき、青島かえで、このみあん、西川ちひろ、神原あいる、後藤早希、舞野いつき、月島ゆめ
- 気合い入ったセルフイラマ 3 欠乏感を満たすため、もっと奥まで…どこまでも奥まで…咥え込む（6月17日、SEX Agent）他出演:佐々木あき、菜々葉、このみあん、後藤早希、神原あいる、月島ゆめ、青島かえで
- しゅしゅしゅしゅしゅしゅしゅ、ありえない超高速手コキ コキ過ぎ御免!焦らさない、止まらない、スピード感重視の早過ぎる手練（6月17日、SEX Agent）他出演:このみあん、佐々木あき、後藤早希、神原あいる、月島ゆめ、菜々葉、青島かえで、朝比奈もあ
- りくぶる in AOYAMA 青○学院大学モデル使用編（6月24日、A-style）他出演:真島かおる
- 煩悩寺ドリームマッチ8 頂上決戦! 木下サーカス団ブランコ乗りいちごが絶対的クイーンに挑戦の巻（6月24日、㈱煩悩寺）共演:綾波まこ
- 風船女子の園 2（6月24日、RISING）共演:綾波まこ
- 軟体少女に見る、あり得ない体位（6月24日、バルタン）
- 出すか!出されるか!! 浣腸されてお尻から大放出瀬戸際!! それでも賞金欲しさにフェラしちゃう素人娘達!（7月8日、S級素人）他出演:鈴森るな、伊東紅、千秋恵那、まひろ芽唯、青山みおん ほか
- ヘルメットディルドぶっさしオナニー 〜腰ガックガク!変態過ぎる自分の行為に頭ん中まっ白!〜（7月15日、SEX Agent）他出演:あべみかこ、八ッ橋さい子、さくらみゆき、有賀ゆあ、美咲かんな、神山なな、横山夏希、星南まゆ、向井藍、夏原あかり、あず希、早川瑞希、埴生みこ、望月さくら、春日部このは、市川つばさ
- 引きこもりな炉利の妹に女性用バイアグラを飲ませて洗脳レイプしちゃう実兄（7月22日、UMANAMI）
- DQNの従順ペット ダメな彼氏を好きになったいちご。毎日ハメ撮りの練習相手をさせられるが褒められ勃起してくれるので次第に友達の相手もさせられ全てを受け入れる。誰のチ●ポでもイキはじめる…。（7月25日、えむっ娘ラボ）
- リモコン操作できるように改造したエレベーターで女子校生を挟み抜け出せなくさせ、固定バイブで放置してアクメ痴漢レ●プ（8月1日、変態紳士倶楽部）他出演:春乃莉梨、絢森いちか、あおいれな
- 食べ比べ。 マッチョとガリペタ。（8月1日、ミニマム）共演:宮沢ゆかり
- 教え子と子作り新婚生活（8月6日、アイエナジー）
- 容姿で採用された美人OL達の仕事は中出しクレーム処理!（8月12日、BAZOOKA）他出演:涼海みさ、鈴森るな、星空キラリ
- 一般男女モニタリングAV 現役体育大生限定! 「アスリートは性欲が強い」という噂は本当だった!?　練習漬けで禁欲生活を送る陸上部所属の筋肉アスリート女子大生とデカち○ぽコーチがマッスルオイルマッサージに挑戦! 鍛え抜かれたいやらしい下半身を揉みしだかれて湧き上がる性欲が一気に大爆発! 本能ムキ出しの変態騎乗位で激イキ合計59回（8月18日、ディープス）他出演:武藤つぐみ、市川つばさ、千鳥ミリヤ
- 湯けむり温泉で開放的になった美女がハマる! 回春オイルマッサージ 2（8月19日、マッサGoGo!!）他出演:さくらみゆき、西川ゆい、成宮はるあ
- MASOTRONIX 02（8月19日、MAD）共演:愛野ももな
- 軟体少女が脂ぎった中年男とハメまくり妊娠覚悟の超激アツ中出し!!（8月26日、TMA）
- ザーメンごっくん専用軟体ドM娘（9月23日、クリスタル映像）
- ROCKET×近親相姦 8周年記念作品 羞恥!困惑!でもよそのお宅には負けたくない!! スケベな家族対抗! 近親相姦中出し大運動会 〜4組16名の仲良し家族がオール近親相姦の組み合わせで常にハメたまま中出し回数を競う赤面種目でガチ対決!!〜（10月6日、ROCKET）共演:桐島美奈子、野原亜美、並木杏梨、みおり舞 ほか
- 神ピッチング! 地元の草野球の試合でハレンチ水着で始球式してもらえませんか? 大胆な投球フォームでポロリ!ハミマン! 10球投げてストライクが入らなければエロ罰ゲーム!!（10月20日、ROCKET）他出演:森保さな、並木杏梨、浅美結花 ほか
- 親友グループが突然女体化したから子作り（11月1日、ZUKKON/BAKKON）共演:乙葉ななせ、広瀬うみ、帆月なつめ
- 家に遊びに来た上司の娘が超積極的で、人生最大のビンチと人生最高のエクスタシー!!（11月3日、グローリークエスト）
- 近所のDQNに何度も中出しされたうちの娘（11月10日、F&A）
- パン透けデカ尻タイトスカートの肉感BODY人妻限定 もうタマらん!!桃尻観察で奥様発情&勃起カッチコチ!! 我慢限界でチ○ポをズボ挿入で問答無用の中出し決行!! 4（11月11日、S級素人）他出演:初音ろりあ、夏原あかり ほか
- 真面目そうだけど欲求不満な奥様の我慢できない危険な火遊び（11月11日、S級素人）他出演:伊東紅、千秋恵那、青山美緒
- 一般男女モニタリングAV マジックミラーの向こうには家族想いの父親! 街行く仲良し家族が母娘親子丼3Pに挑戦! 2 童貞息子を母親&女子高生の妹が連続射精筆おろしできたら100万円! 19年ぶりにふれた巨乳母のおっぱいに息子ち○ぽは思わずフル勃起!初めて見る妹のJKま○こに童貞兄は暴発寸前! お父さんの目の前なのに性欲を刺激された3人は超禁断のW中出し近親相姦してしまうのか!?（12月7日、ディープス）他出演:姫川ゆうな、宮沢ゆかり、成澤ひなみ、中山香苗 ほか
- 四十路の美人で有名な友人の母 仕込んだ媚薬でエロスイッチ即ON!!「私、バツイチ子持ちだけどイイの…?」と、控えめの1回戦後スケベ笑顔で「おばさんが本当のセックス教えてあげる」とばかりに、連続2回目の生ハメ決行し、カニ挟みホールドで強制中出し受精!!（12月9日、SCOOP）他出演:美月優芽、成宮はるあ、初音ろりあ
- 俺の妹とお前の妹どっちがエロいか交換してヤリまくってみないか? #02（12月13日、MOODYZ）共演:栄川乃亜
- B-1トーナメント FIFTH(第5回大会) 準決勝第二試合（12月16日、バトル）共演:横山夏希

2017年
- お父さんの異常な愛情（1月1日、禁断の果実）
- ブルセラショップにやってきた女子○生（1月6日、F&A）他出演:河音くるみ
- 今から縛られに行っていいですか?（1月13日、REAL）
- バトル同門決戦シリーズ 女子ボクシング 3（1月20日、バトル）共演:横山夏希
- うちの娘にかぎって… 「(キスしたら)パパに怒られちゃぅ…。」困った様な顔でそう言うと、僕の娘は間男(せんせい)にカラダを許した 【寝取られ】女子校生中出し【NTR】いちこ（1月25日、ビッグモーカル）
- 団体対抗戦 Vol.03 SSS玉木なるみ 対 BATTLE鈴屋いちご（1月27日、SUPER SONIC SATELLITES）共演:玉木なるみ
- ブラックアウトプロレスリングMIX Vol.02（2月3日、SUPER SONIC SATELLITES）共演:玉木なるみ
- 女子ボクシング対抗戦 Vol.03 BATTLE鈴屋いちご 対 SSS玉木なるみ（2月17日、SUPER SONIC SATELLITES）共演:玉木なるみ
- 完全着衣映像 濡れてテカってピッタリ密着 神スク水 11（3月2日、親父の個撮）
- JK パンティー履いたままおもらしオナニー（3月7日、デジタルアーク）他出演:長谷川夏樹、藤井あいり、木崎レナ、西内萌菜、春日部このは、緒方ルナ、河音くるみ、水谷杏
- ボクの彼女(18歳)をSNSの中年男集団に預けてみたら… 【極小マ●コ連続ハメ】→【無許可ザーメン中出し】→【45回浮気アクメ…】 極上ミニマム少女を寝取られ輪姦ドキュメント（3月24日、同人AV倶楽部）
- ムチムチJK ブルマ尻コキ 3（3月25日、デジタルアーク）他出演:水谷杏、一ノ瀬夏摘、春川なのは、里見まゆ、河音くるみ、MIRANO ほか
- パンティーびしょ濡れJK! シミの上から指ズボオナニー 3（4月7日、デジタルアーク）他出演:里美まゆ、玉城マイ、一ノ瀬夏摘、河音くるみ、緒方ルナ、春川なのは、MIRANO、水谷杏
- スペシャルファイターの【受】プロレス技コレクション 5（5月27日、バトル）他出演:新垣ひとみ
- 初【潮】JK痴漢 恥ずかし快感で我慢できず吹き漏らすウブ娘6名を発掘!（6月1日、ナチュラルハイ）他出演:七海ゆあ、月本愛、咲良つむぎ、舞坂仁美、相原翼
- 危険日直撃!! 子作りできるソープランド 8 自宅ソープ編（6月1日、Mr.michiru）他出演:笹倉杏、結菜はるか、水谷杏
- 日本最大の繁華街にある「老舗おっぱいパブ」では新人嬢がベテラン嬢から客を奪うために内緒でセックスさせてくれる。 8 しかも生で。（6月15日、Mr.michiru）他出演:咲坂花恋、成海さやか、市川つばさ
- レズビアンメイドのいる可愛い女の子とヤリまくり パイパンロリメイド喫茶（6月19日、ビビアン）共演:あず希、今井ゆあ
- 「もしかして、このデリヘル嬢お姉ちゃん!?」 風俗で働く姉を発見した童貞弟がガチで姉を指名!戸惑う姉とのプレイ中に童貞告白でまさかの筆卸し生挿入&生中出し! 興奮しすぎて何度も種付け中出しする本物姉弟のリアル近親相姦盗撮（7月20日、Mr.michiru）他出演:藤にいな、水谷杏、市川つばさ
- ゾンビキャットファイト 〜死んでも闘う女性たち〜（8月16日、トラウマアート）共演:横山凛
- 図書館で声も出せず糸引くほど愛液が溢れ出す敏感娘 21 発情騎乗位SP（9月7日、ナチュラルハイ）他出演:一ノ瀬もも、宮沢ゆかり、西口あられ、蓮実クレア
- やったら後悔?ダメ?しちゃう?どうする？その後の関係性は?! 一線を超えてはならない会社の同僚や上司と部下 出張というチャンスに漢だったら超えてみろ! 理性?葛藤?セックスしたいならすればいい!だってそれが人間だもの。（9月13日、MARX）他出演:石原ルリカ、横山凛
- 実況パワフル催眠アナウンサー 4（11月8日、トラウマアート）共演:横山凛
- 温泉母娘痴漢 娘を守ろうとする母を見せつけM字開脚でイカセて親子丼（11月16日、ナチュラルハイ）他出演:桃瀬ゆり、枢木あおい ほか

2018年
- こんな野外で?!顔射後も止めない突然の笑顔しゃぶりで連続2回おねだり女子○生 2（1月25日、ナチュラルハイ）他出演:永井みひな、桜咲姫莉、皆野あい、今井ゆあ ほか
- パンティーびしょ濡れ女子校生! シミの上から指ズボオナニー 4（2月7日、デジタルアーク）他出演:堀越なぎさ、石原ルリカ、鈴ノ木桜、藤にいな、斉藤みゆ、葵千恵、橘つかさ、土方誠、緒方ルナ
- 激ヤバ!?伝説!?大問題! 文化祭ピンサロ　顔面偏差値は70!頭の偏差値は32!の文化祭でピンサロ出店があった!?大盛況にwwww（3月25日、レッド）他出演:秋吉花音、川越ゆい、石原ルリカ、白川あまね、鈴ノ木桜、今井ゆあ、永井みひな、塚田詩織、千秋夕、松井レナ ほか
- 白タクシーおやじのベビーフェイス狩り（5月10日、ホットエンターテイメント）他出演:松山あやめ、夢乃美咲、新川優里、さくらはる ほか
- 妄想アイテム究極進化シリーズ せっかく女になったのに… 不完全な女体化で下半身はふたなり!? 2 男子禁制シェアハウス編 本当は女の子になりすましてレズ責めされたかったけどチ○ポとマ○コのWの快感に今はドッピュン大満足!!（5月24日、ROCKET）共演:麻里梨夏、香椎りあ、NIMO
- 極道仁義なき抗争! さらわれ拉致された極道の姐さん電マ拷問映像 女ながらにも気丈に勝ち気に振舞っていたが…（5月25日、レッド）他出演:真木今日子、愛華みれい、彩奈リナ、みおり舞、石原ルリカ、川越ゆい、永井みひな、鈴ノ木桜、松井レナ、白川あまね、伊東あずさ、かさいあみ ほか
- 保護者であり母である私は… 男子高校の文化祭に行ったら柔道部員「快感マッサージ」とあったので入室してみたらとんでもなかったんです…（7月7日、東京スペシャル）他出演:彩奈リナ、みおり舞、真木今日子、川越ゆい、永井みひな、石原ルリカ、愛華みれい、白川あまね ほか
- 性欲絶倫の体育会系女子だらけのシェアハウスに男はボク1人! ボクが入居したシェアハウスはヤリマン運動女子だらけのシェアハウスだった! 貧弱なボクが体を鍛えようと新しく入居したのは、ジム施設のあるシェアハウスだったのですが、そこには肉体美を備えた女性だらけで男はボク1人だったのです!しかも唯一の男のボクをいやらしい目で見てくる超ヤリマン女子たちだらけで、さらに誘われるままアスリートの性欲でエッチを求められたのですが、性欲絶倫の彼女たちにも負けないボクも絶倫で何度も中出しセックス!（7月19日、Hunter）他出演:月本愛、浅田結梨、阿部乃みく、武藤つぐみ、夢乃美咲、桜木優希音、速海りん、竹内真琴、結菜はるか、沖田里緒
- S級美人女子ばっかりのクラスに男子はボク1人のハーレム状態! さらにちょっとヤンチャな女子たちが仕掛けるスカートめくりやジャージおろしがクラスで流行っていて、何もしなくても毎日のようにパンチラが拝めるんです!パンチラだけじゃありません!たまに可愛いおしりも見えたりしてエロ過ぎです!勃起しまくりです!!しかもそのいたずらはどんどんエスカレートして遂に、女子を机や椅子などに縛り付けて「ご自由にどうぞ」の張り紙で放置するほどに!!それを見つけたボクは当然、全力でスケベな事をやりまくりました!!「自由」っていいなぁ。（9月7日、Hunter）共演:真田美樹、沖田里緒、NIMO、深田結梨、柳川まこ
- 健康診断乳首こねくり回し痴漢 全員中出しVer.（10月7日、アパッチ）他出演:深田結梨、涼海みさ ほか
- 「イヤだとは言えない…」 女子力UPを目指してやって来たエステ店で、施術師の男の口車に乗せられ快楽に身を委ねてしまった制服美少女たちの性感オイルマッサージ 2（11月27日、MERCURY）他出演:一宮みかり、NIMO、深田結梨

2019年
- 牝犬母と奴隷娘 恥辱の蹂躙生活（2月19日、シネマジック）共演:横山みれい
- 苦学生の俺が住んでいるビンボー学生寮の管理人のソソる娘さん 男ばかりでむさくるしいのを気にする様子もなく挨拶も可愛く掃除もしてくれる。ある日、部屋でシコシコしていると視線を感じた俺…振り向くとなんと娘さん!?恥ずかしヤバい!しかも娘さんのパンチラをネタにしていた!!軽蔑されるかと思いきや…「そんなに私の事が好きなの、したいの」と、何と濃厚エッチをさせてくれたのでした!!感謝、感謝。（3月21日、SOSORU×GARCON）他出演:葉月もえ、音無レナ
- 超美尻過ぎな義理妹のホットパンツからのハミ尻肉に勃起しまくり! 新しく出来た義理の妹は超美尻でケツエロ過ぎ!!制服のスカートから見えるパンチラ!部屋着の短パン!なによりホットパンツから見えるハミ尻肉に興奮しまくり!ガン見していたら当然フル勃起!!どうにも我慢できなくなり勃起チ○ポを義妹の神尻に擦り付けたら『えっ!?ちょっとダメ!何してるの…当たってるよ…』と嫌がりつつも興奮し出す義妹!!その反応に更に我慢できなくなったボクはパンツをずらし挿入!!何度も激しく突いていたら嫌がっていた義妹も興奮しだし逆に求めてくる淫乱女に豹変!!（4月19日、Hunter）他出演:花宮レイ、八尋麻衣、三田杏、持田栞里
- 友達の母さんと2人っきり 僕がチラ見する胸の谷間やエロ尻をわざと見せつけるって誘ってるんじゃないの!?「お前の母ちゃん、超エロいじゃん!!」誘惑デカ尻ママ（7月26日、SCOOP）他出演:月宮こはる、蓮美柚香、河音くるみ
- 素人妻ナンパ 全員生中出し 5時間セレブDX 67（11月15日、LOTUS）他出演:御坂りあ、茜えりな ほか

### アダルトVR
- VR顔騎 2（2018年10月15日、ガン見隊）他出演:愛華みれい、河音くるみ、久我かのん、百合川さら、持田栞里

### イメージDVD
- 全裸de全力GYM vol.5（2016年11月5日、INTEC Inc）
- fraises au lait（2017年1月20日、キャメロンG）
- orange pekoe（2017年3月30日、キャメロンG）